# انریکو پپه
انریکو پپه (انگلیسی: Enrico Pepe؛ زادهٔ ۱۲ نوامبر ۱۹۸۹) بازیکن فوتبال اهل مالت است.
وی همچنین در تیم ملی فوتبال مالت بازی کرده‌است.